# Otgar de Mayence
Otgar, en français Odogaire ou Otger (✝ 21 avril 847), fut archevêque de Mayence de 826 à sa mort.

## Biographie
En 838-839, Odogaire soutient Louis le Pieux contre la rébellion de son fils, Louis le Germanique, qui tente de prendre le contrôle de toute la Francie orientale. Otgar ordonne vers 836-847 la construction de l’église Saint-Justin de Höchst. Il demeure nettement opposé au jeune Louis, même après la mort de son père en 840. Il soutient Lothaire dans la guerre civile qui dure jusqu’en 843. En 842 il tente même d'empêcher Louis de rencontrer Charles le Chauve et de s'allier avec lui contre Lothaire. À la mort d'Odogaire, sous son successeur Raban Maur, le contrôle de Louis sur la Francie orientale se renforce.

## Apostolat

### L'homme politique
Partisan de l'unité de l'empire franc, d'abord voulue par Louis le Pieux contre les ambitions de ses fils, puis par son aîné Lothaire Ier, Odogaire s'impliqua fortement dans la politique. Ses liens étroits avec la cour sont attestés par la donation des abbayes de Wissembourg et de Klingenmünster. Au terme de la seconde conjuration contre Louis le Pieux (833), qui se solda par la déposition et la réclusion de l'empereur, Odogaire fut chargé d'assurer sa détention. Après la libération de Louis, Odogaire obtint manifestement son pardon et fut chargé en 835 d'une mission diplomatique auprès de Lothaire en Italie. En 839, il se vit octroyer l'abbaye de Wissembourg. Il assista à la mort de l'empereur sur l'île d'Ingelheim.
Par la suite il apport un soutien inconditionnel à Lothaire, ce qui le mit dans une position quasi-désespérée après la défaite de Fontenoy-en-Puisaye et la partition de l'empire carolingien au traité de Verdun (843) : son évêché, y compris les terres de la rive gauche du Rhin, échut au roi de Francie orientale Louis le Germanique. Il remit ses charges aux mains du vainqueur, mais Louis le Germanique décida de lui laisser le bénéfice de l'abbaye de Wissembourg ainsi que sa mitre d'évêque.
Le 24 juin 826, Odogaire baptisa le roi des Danes Harald Klak et sa femme en exil, à Saint-Alban. Avec les archevêques Ebon de Reims et Hetton de Trèves, il assista à la consécration d'Anschaire de Corbie comme évêque missionnaire de Scandinavie, proclamée par Drogon de Metz, inaugurant une tradition qui se maintiendra jusqu'au Xe siècle.

### Trafic de reliques
Odogaire s'est signalé par ses nombreux chantiers et un trafic de reliques intense avec l'Italie. Il récupéra les reliques des saints Marcellin et Pierre qu'Eginhard avait fait transférer à Seligenstadt.
Odogaire entreprit un pèlerinage à Rome en 834, d'où il rapporta des reliques de saint Justin le Philosophe. Pour les conserver, il fit construire entre 836 et 847 l’église Saint-Justin à Höchst et y établit très certainement un monastère. Une partie des reliques devaient venir de Freising et de l’abbaye de Seligenstadt. En 836, il fit transférer les cendres de saint Sévère de Ravenne à Mayence puis finalement à Erfurt, dans l'abbaye bénédictine Saint-Paul. De même, il rapatria les reliques de l'évêque Aurée et du diacre Justin à Heiligenstadt dans l'Eichsfeld, où leur culte demeurait vivant (alors qu'à Mayence « Justin » était devenu « Justine »).
Pour la consécration de la première cathédrale de Mayence, l'actuelle église Saint-Jean, Odogaire acquit les reliques des saints Serge et Bacchus de Rasafa et entreprit pour l'occasion de grands travaux que seul son successeur Raban Maur parvint à mener à terme. Ce même Raban Maur, qui lui avait composé un panégyrique pour son intronisation, lui dédia par la suite plusieurs de ses œuvres, dont une copie enluminée du Liber de laudibus Sanctae Crucis ; il composa en outre le distique de l'autel de Wissembourg  et l'épitaphe d'Otgar. Malgré diverses querelles avec les abbés à propos de la dîme et de l'autorité juridictionnelle, qui auraient dû être préalablement soumis à l'abbé et au chapitre en vertu du privilège du pape Zacharie, ainsi qu'un refroidissement des relations après l'affaire Gottschalk d'Orbais, Raban Maur poursuivit sa collaboration avec Otgar, mais sans doute avec moins d'enthousiasme qu'à l'époque d'Astolphe. Au plus fort des combats de Lothaire, Raban Maur dut intercéder auprès de lui pour éviter une désertion de son monastère.